# Jan Skrzypczak
Jan Skrzypczak (ur. 2 października 1910 w Minikowie, zm. 20 lutego 1944 w obozie koncentracyjnym Gross-Rosen) – instruktor harcerski, harcmistrz, komendant Poznańskiej Chorągwi Szarych Szeregów.
Po ukończeniu Gimnazjum im. Jana Kantego w Poznaniu rozpoczął w 1930 r. studia na Uniwersytecie im. Adama Mickiewicza. Studiował pedagogikę i wychowanie fizyczne.
Od 1933 pracował jako nauczyciel wychowania fizycznego w Miejskim Gimnazjum im. Juliusza Słowackiego w Grodzisku Wielkopolskim. Równocześnie był opiekunem miejscowej II Drużyny Harcerskiej im. Stefana Czarnieckiego.
W czasie okupacji mieszkał w Poznaniu i działał w konspiracji. Był jednym z organizatorów Szarych Szeregów. W 1942 r. został, po wcześniejszym aresztowaniu i zamordowaniu harcmistrza Franciszka Firlika, komendantem Poznańskiej Chorągwi Szarych Szeregów.
W dniu 23 kwietnia 1943 został aresztowany przez gestapo i osadzony w Forcie VII, gdzie przechodził wielomiesięczne ciężkie śledztwo. W lutym 1944 trafił wraz z grupą instruktorów harcerskich, w której znajdował się m.in. także harcmistrz Florian Marciniak, do obozu koncentracyjnego Gross-Rosen. Zginął w egzekucji 23 działaczy harcerskich w dniu 20 lutego 1944.
Miasto Grodzisk Wielkopolski upamiętniło Jana Skrzypczaka tablicą pamiątkową w pobliżu Grodziskiego Gimnazjum. Ponadto jego pamiątkowa tablica mieści się także w Muzeum Martyrologii Wielkopolan- Fort VII w Poznaniu oraz wymieniony na tablicach na Pomniku Polskiego Państwa Podziemnego w Poznaniu przy Alei Niepodległości. 